# Tony Tough and the Night of Roasted Moths
Tony Tough and the Night of Roasted Moths es un juego de aventuras de 1999 desarrollado por Nayma Software.
La primera aparición del juego fue en diciembre de 1997 en Turín durante el evento multimedia Saloon.bit en Nayma Expo-Stand, y luego el 24 de marzo de 1998 en Florencia durante la exhibición internacional de MediARTech, donde el juego obtuvo la atención de las principales revistas de computadora y distribuidores de Italia.
Tony Tough recibió una secuela: Tony Tough 2: A Rake's Progress (2006). En 2011, Tony Tough entró al proyecto ScummVM. El 24 de octubre de 2012, el juego fue lanzado nuevamente bajo licencia de DotEmu, una compañía de juegos retro con sede en París, Francia.

## Jugabilidad
Los jugadores controlarán a Tony Tough, un detective privado descrito como «un niño de mamá con tamaño de gnomo, hipocondríaco y de voz nasal», guiándolo a través del juego posicionando el cursor sobre los objetos e instruyendo a Tony para interactuar con ellos. El juego comparte muchas características con títulos como Day of the Tentacle, con el cual fue comparado por los analistas. Estos incluyen un enfoque en las conversaciones con personajes extraños, resolución de puzles, y la combinación y uso de ítems encontrados a lo largo del juego. Los gráficos y la animación son caricaturescos. Se encuentran dos modos de juego; el modo principiante tiene menos puzles y no cuenta con los dos minijuegos.

## Desarrollo
Tony Tough comenzó su desarrollo en 1997. Fue lanzado en 1999.

### Lanzamiento internacional
En Francia, el juego fue lanzado en 2003 por Focus Home Interactive. El distribuidor se inspiró en lanzar el juego gracias al éxito comercial de Runaway: A Road Adventure.

## Recepción
El distribuidor alemán de Tony Tough, DTP Entertainment, remarcó en 2004 que el desempeño del juego en la región fue «satisfactorio, pero mentiría si hablara de un "éxito"». Señalaron que las ventas habían sido dañadas por la competencia de Broken Sword: The Sleeping Dragon y Uru: Ages Beyond Myst, gracias a su lanzamiento durante la temporada de compras navideñas. En Francia, Cédric Lagarrigue de Focus Home Interactive reportó previsiones de ventas conservadoras para Tony Tough, pero dijo en agosto de 2003 que sus «primeros resultados de ventas son satisfactorios». Resumiendo su desempeño comercial en general, Randy Sluganski de Just Adventure comentó que el juego «simplemente no vendió».